# Pythium oligandrum
Espèce
Pythium oligandrum est une espèce de « pseudochampignons » oomycètes de la famille des Pythiaceae.
C'est un mycoparasite qui parasite de nombreux champignons et d'autres oomycètes notamment dans les genres Botrytis, Fusarium et Phytophthora. Il a été homologué comme agent de lutte biologique sous la forme d'un traitement du sol à l'aide d'oospores, ce qui réduit la charge pathogène et les maladies végétales consécutives. Pythium oligandrum peut se  développer dans les racines de certaines plantes, notamment la tomate et la betterave sucrière. La production de substances de type auxine stimule la croissance des plantes. Des réponses de défense peuvent être induites chez la plante, ce qui la prépare à une infection ultérieure par des champignons phytopathogènes, des oomycètes ou des bactéries.